# Juridisering
Juridisering of juridificering is een politiek verschijnsel waarbij steeds meer zaken juridisch worden vastgelegd om zo de staatsmacht te legitimeren en daarmee te vergroten. Het recht wordt daardoor uniformer, voorspelbaarder, centraler en meer gereguleerd. Het heeft tot gevolg dat er meer nadruk wordt gelegd op juridische aspecten ten koste van andere elementen.
Dit proces was van belang bij de overgang van traditioneel gezag naar rationeel-legaal gezag gedurende de Vroegmoderne Tijd. Samen met centralisering, bureaucratisering, natievorming en democratisering speelde dit een belangrijke rol in de ontwikkeling van de Europese staten na de Middeleeuwen. Vanwege de concurrentie tussen de westerse staten en de daaruit voortvloeiende noodzaak om de economische, industriële en militaire macht te laten groeien, moest een steeds groter beroep gedaan worden op de bevolking. Democratisering werkte daarbij als legitimatie om burgers via juridisering steeds meer verplichtingen als dienstplicht, belastingplicht en leerplicht op te leggen.